# Ik
|  | Denne artikel er om den russiske flod. For artiklen om intelligenskvotient se IQ |
Ik (russisk: Ик, tatarisk: Ык, basjkirsk: Ыҡ) er en flod i Rusland. Den starter i Orenburg oblast og løber gennem republikkerne Basjkortostan og Tatarstan. 
55°42′08″N 53°22′59″Ø / 55.7022°N 53.3831°Ø